# 国家最優秀職人章
国家最優秀職人章（こっかさいゆうしゅうしょくにんしょう、Meilleur Ouvrier de France、M.O.F.）はフランス文化の最も優れた継承者たるにふさわしい高度な技術を持つ職人に授与される章。
その歴史は1913年、美術評論家でありジャーナリストでもあったフランス人 Lucien KLOTZ （1876-1946）がフランスの伝統工芸技術を保護し、その発展を図ろうと運動を始めたことにさかのぼる。展示会を定期的に開催し、優れた技術者を表彰することを考え、政府、業界の有力者に働きかけたが、第一次世界大戦の勃発で中断。戦後、政府の支援を得て活動が再開され、1924年に第1回手工芸大展示会が開催された。
現在では、対象となる職種は料理、製菓、パン以外にも、宝飾品、工芸品、ガーデニングなど幅広く、フランス人の Art de Vivre（生活芸術）の精神にふさわしく、その数は約180職種に及ぶ。ただ一番有名なのは「料理」であり、これまでにもポール・ボキューズ、ジョエル・ロブションら多数の有名料理人が名を連ねている。最年少受章者（25歳）であるギヨーム・ゴメスも料理人である。また、日本人でも、1974年に辻静雄が初めて名誉章を受章、2023年には日本の日本国内で展開するジョエル・ロブショングループのレストランのエグゼクティブシェフの関谷健一朗が受章、1986年に理容師の吉野泰央が初めて本受章した。現在日本人は、バイオリンの製作に関して笹野光昭、帽子職人部門の日爪ノブキ、鞄職人部門で細井聡、オート・クチュール刺繍部門で関元聡が認定されている。
M.O.F.のコンクールは、4年に一度開催され、合格者にはエリゼ宮にてフランス大統領名でM.O.F.のメダルが授与される。料理・菓子などについてはトリコロール（三色旗色）襟のコックコートの着用が認められる（現在日本人では関谷健一朗のみが着用を許されている）。